# Antoine de Saporta (médecin)
Pour les articles homonymes, voir Antoine de Saporta.
Antoine de Saporta est un médecin français, (2 mai 1507- 7 novembre 1573), né et mort à Montpellier. Il appartient à une lignée de médecins juifs ayant exercé et enseigné à la faculté de médecine de Montpellier aux XVe et XVIe siècles.

## Lignée familiale
Son grand-père était Louis Ier Saporta, médecin juif de Lérida en Catalogne au XVe siècle. Fuyant l'Espagne, il vient en France, refaisant des études de médecine, une deuxième fois à Avignon, et une troisième fois à Montpellier. Il s'établit ensuite à Marseille, vers 1490, pour être médecin de la ville (médecin stipendié, de stipendium, c'est-à-dire fonctionnaire payé par les impôts). Sa réputation parvient jusqu'au roi Charles VIII, qui en fait l'un de ses médecins ordinaires. Il meurt à Arles, à l'âge de 106 ans.
Son père Louis II Saporta, né à Lérida (jeune enfant lors de l'exil) est reçu médecin à Montpellier en 1503, il y donne des cours jusqu'en 1529. Il s'établit à Toulouse où il devient professeur à la faculté de médecine en 1534, au moins jusqu'en 1544. Il se retire ensuite à Montpellier. En 1553, il est naturalisé français par Henri II. Il meurt en 1555, à Montpellier, à l'âge de 90 ans, et dit-on, dans la religion catholique.
Son fils Jean Saporta, est reçu médecin à Montpellier en 1572. Il obtient une Chaire dans la même université en 1577, pour être nommé vice-chancelier en 1603. De caractère emporté, il allait jusqu'à se battre avec des étudiants ou des collègues, mais sa valeur médicale fut toujours respectée. Il a donné des soins aux malades de l'hôpital Saint-Eloi de Montpellier. Il meurt en 1605, en laissant un petit traité sur l'utilisation du mercure dans le traitement de la syphilis, publié après sa mort : Tractatus de lue venerea curant (Lyon, 1624).

## Biographie
Antoine Saporta serait né à Montpellier le 2 mai 1507. Il s'inscrit à la faculté de médecine de Montpellier en 1521. Au cours de ses études, il est l'ami de jeunesse de François Rabelais, qui le cite dans son Tiers Livre .
Reçu médecin en 1531, il obtient une Chaire en 1539. Il est Doyen en 1556 et Chancelier en 1566. Il est appelé auprès des Grands, comme Marguerite de Navarre, Antoine de Bourbon, Jeanne d'Albret. À la cour de Navarre, il se convertit au protestantisme qu'il abjure en 1572.  Il meurt en 1573, et il est inhumé dans un couvent des Jacobins.

## Œuvres
Sous sa direction, l'habitude fut prise de nommer les professeurs uniquement et constamment par voie de concours (1567), et de donner la prééminence du chancelier sur le doyen.
Il participe à la construction du théâtre anatomique de Montpellier, le premier en France, édifié en 1556 ; ainsi qu'au règlement d'une longue et vieille querelle opposant médecins et apothicaires (statuts de 1572).
Il laisse un traité sur les tumeurs, longtemps resté à l'état de manuscrit, et publié après sa mort : De Tumoribus præter naturam Libri V (Lyon, 1624, 1641). Cette édition contient aussi le traité de son fils Jean Saporta. Dans son traité des tumeurs, Antoine Saporta donne une description de l'anévrysme de l'aorte (manuscrit rédigé en 1554).